# بیچرزویل (پنسیلوانیا)
بیچرزویل (به انگلیسی: Beechersville) یک منطقهٔ مسکونی در ایالات متحده آمریکا است که در شهرستان آدامز، پنسیلوانیا واقع شده‌است. بیچرزویل ۱۹۵٫۰۷ متر بالاتر از سطح دریا واقع شده‌است.